# 小叶红景天
小叶红景天（学名：Rhodiola rosea var. microphylla）为景天科红景天属下的一个变种。其变种加词 microphylla，意为“小叶的”。